# Latendorf
Latendorf ist eine Gemeinde im Kreis Segeberg in Schleswig-Holstein. Urkundlich erwähnt wurde Latendorf zum ersten Mal 1220.

## Geografie

### Geografische Lage
Das Gemeindegebiet von Latendorf befindet sich im Bereich der Niederen Geest im äußersten Osten der Schleswig-Holsteinischen Geest. Es liegt südöstlich von Neumünster nördlich vom Segeberger Forst.

### Gemeindegliederung
Braak und Braak-Siedlung liegen im Gemeindegebiet. Neben dem den Gemeindenamen tragenden Dorf zählen ebenfalls die Häusersiedlung Hinter dem Mühlenberg, das Forsthaus Braak und  die Höfesiedlung Littloh zum Gemeindegebiet; außerdem die Einzelhofsiedlungen Börnhof, Neuhof und Poggenkrog, ebenso wie die Streusiedlung Latendorferfeld, sowie die Häusergruppe Hohenklint.

### Nachbargemeinden
Angrenzende Gemeindegebiete zu Latendorf sind:
|          | Groß Kummerfeld                             |          |
| Boostedt | Kompassrose, die auf Nachbargemeinden zeigt | Rickling |
|          | Heidmühlen                                  |          |

## Politik

### Gemeindevertretung
Bei der Kommunalwahl 2023 errang die Wählergemeinschaft Latendorf/Braak alle neun Sitze in der Gemeindevertretung. Die Wahlbeteiligung betrug 54,6 Prozent.

## Wappen
Blasonierung: „Von Silber und Grün im Pfropfschnitt mit drei flachen Pfröpfen gesenkt geteilt. Oben zwei aufrecht stehende grüne Laubzweige, unten ein silbernes Hirschgeweih.“

## Wirtschaft und Infrastruktur

### Allgemeine Wirtschaftsstruktur
Das Gemeindegebiet ist landwirtschaftlich strukturiert.

### Verkehr
Die Bahnstrecke Neumünster–Bad Oldesloe führt im Bündel zusammen mit der Bundesstraße 205 entlang der nördlichen Gemeindegrenze ein kurzes Stück durch das Gemeindegebiet. Die Bundesstraße stellt eine Querverbindung zwischen der Bundesautobahn 7 und der Bundesautobahn 21 her. Sie führt als höhenfrei ausgebaute Kraftfahrstraße ohne eigene Anschlussstelle durch das Gemeindegebiet. Die Erreichbarkeit des namengebenden Dorfs erfolgt daher auf anderem Wege üblicherweise aus Boostedt heraus über die Kreisstraßen 36 und 102. Der nächstgelegene Bahnhof befindet sich in Boostedt an der Bahnstrecke Hamburg-Altona–Neumünster der privaten AKN Eisenbahngesellschaft. Sie ist deren Stammstrecke.

## Persönlichkeiten
- Der Berufsboxer Peter Weiland, deutscher Meister 1968 und Europameister 1969 im Schwergewicht, verbrachte seine Kindheit in Latendorf.[8]
- Ab 1958 lebte und arbeitete der auch als niederdeutscher Hörspielautor bekannt gewordene Schriftsteller Hinrich Kruse (1916–1994) in Braak.
- Walter Bartram, der Ministerpräsident des Landes Schleswig-Holstein von 1950 bis 1951 (vormals NSDAP-Mitglied), verbrachte seinen Lebensabend in Latendorf (Hohenklint).

## Grabhügel
In der Liste der Bodendenkmale in Latendorf des Archäologischen Landesamts Schleswig-Holstein sind Grabhügel auf dem Gebiet der Gemeinde Latendorf aufgelistet.